# Schlacht am Boca do Tigre
Die Schlacht am Boca do Tigre (deutsch Schlacht am Rachen des Tigers) war eine Reihe von Seegefechten zwischen portugiesischen Schiffen und chinesischen Piratenflotten unter Zhèng Yīsǎo (Witwe Cheng) zwischen dem 15. September 1809 und 21. Januar 1810. Sie fanden nahe Macau in den Gewässern des Bocca Tigris (Humen) statt und endeten mit der Auflösung der Piratenflotte nach einem Friedensschluss. Der Sieg über die Seeräuber wird als letzter großer Erfolg der portugiesischen Seemacht bezeichnet.

## Vorgeschichte

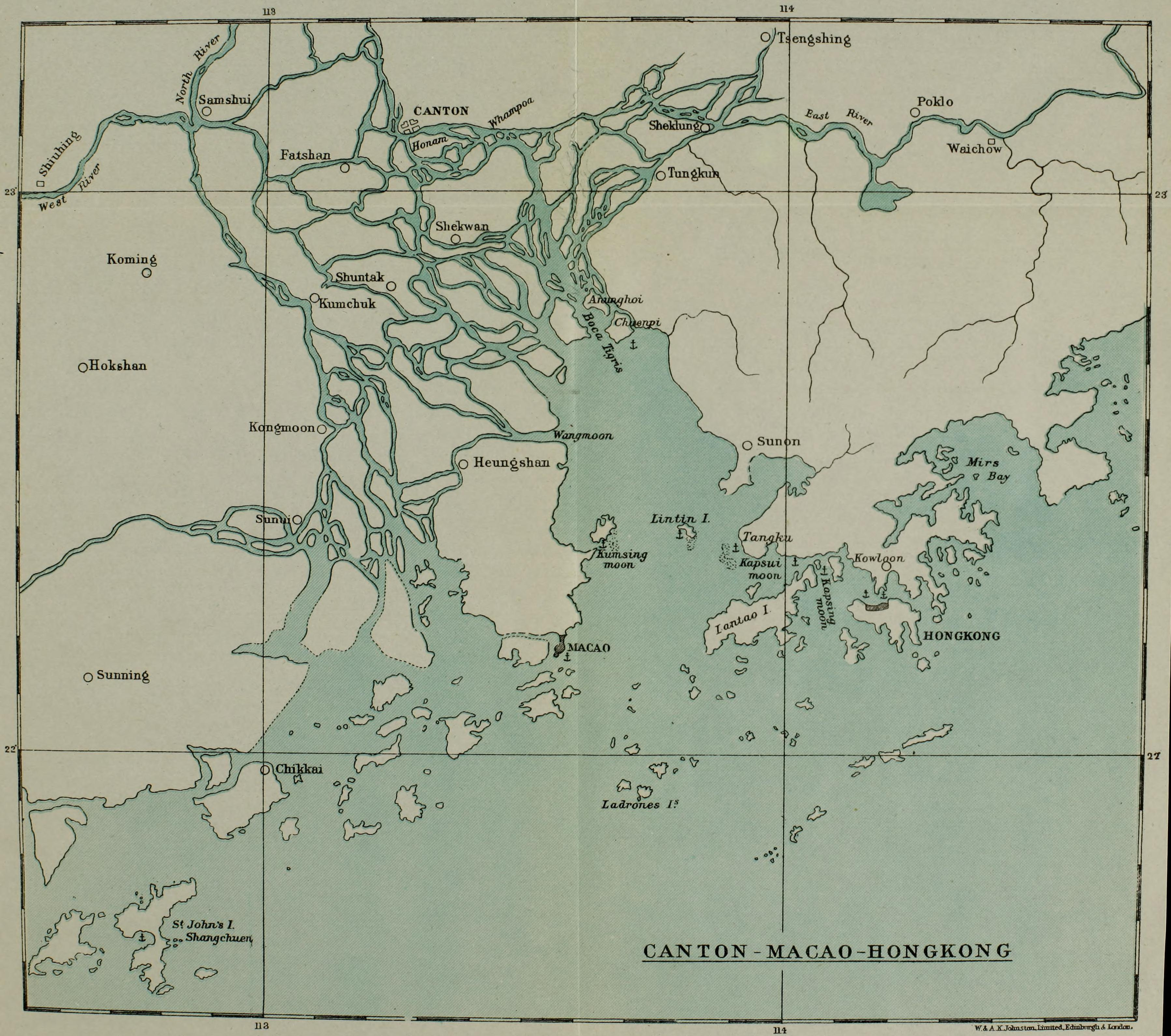
Das Mündungsgebiet des Perlflusses auf einer Karte von 1910

Im Jahr 1805 nahm die Piraterie in den Gewässern um die portugiesische Kolonie Macau immer weiter zu und bedrohte den für sie lebenswichtigen Seehandel. Der vorgesetzte Gouverneur von Indien Francisco António da Veiga Cabral da Câmara Pimentel kritisierte am 31. März 1805 Caetano de Sousa Pereira, den Gouverneur von Macau, dafür, dass jene Schiffe, die eigentlich zur Verteidigung des Gebiets um Macau gedacht waren, inzwischen bis nach Penang in der Straße von Malakka operierten. Am 20. Oktober 1805 zwang Kapitänleutnant João Inácio Lopes mit seiner Brigg Princesa Carlota, mit 14 Geschützen und 120 Mann Besatzung, 70 Piratenschiffe in die Flucht. Doch die Piraterie ging weiter. Am 29. November 1805 untersagte der Senat von Macau unter Androhung einer Geldstrafe von 400 Tael den Kauf von Zweimastern, weil diese sich nicht ausreichend bewaffnen konnten.
1807 wagten die Seeräuber sogar Schiffe in Sichtweite von Macau anzugreifen. Der Senat rüstete daher drei Schiffe aus. Neben der 20-Tonnen-Brigg Princesa Carlota, unter dem Kommando von Kapitänleutnant Pereira Barreto, waren dies die 120-Tonnen-Fregatte Ulisses, mit 28 Geschützen und 100 Mann, unter Artilleriehauptmann José Pinto Alcoforado de Azevedo e Sousa und die Lorcha Leão, mit fünf Geschützen und 30 Mann Besatzung, unter Navigator José Gonçalves Carocha. Die Flottille verließ unter Führung von Pereira Barreto den Hafen von Macau im April 1807 und stieß am 6. Mai 1807 auf die chinesische Piratenflotte, die aus 50 Dschunken bestand. Nach einer Stunde Kampf zog sich die chinesische Flotte bis auf das 20-Tonnen-Flaggschiff mit 300 Mann Besatzung zurück. Die Princesa Carlota nahm es unter Feuer und konnte schließlich einen Sieg für sich verzeichnen.

## Die Gefechte am Boca do Tigre

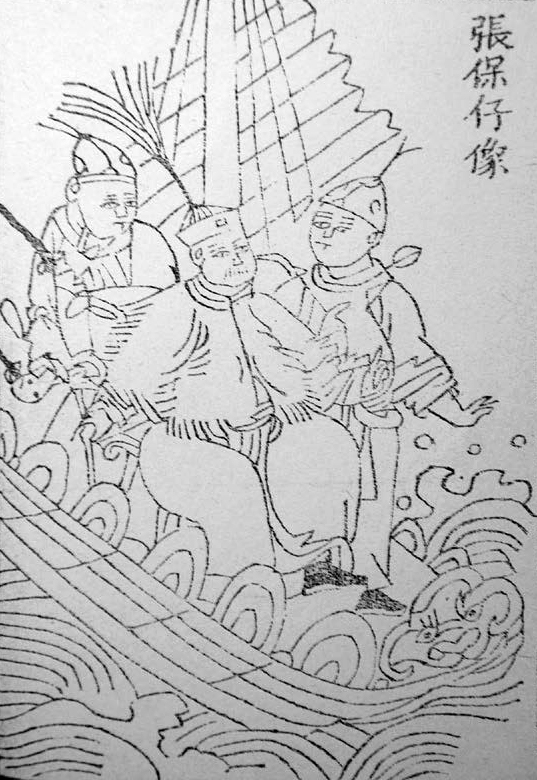
Zhāng Bǎozǎi auf einem Bild von 1830

Bereits seit 1805 verwüsteten die Piraten Zhèng Yīsǎo und Zhāng Bǎozǎi (張保仔, Quan Apon Chay, Cheung Po Tsai) mit ihrer Flotte die Küsten Chinas. Man sagte Zhāng Bǎozǎi nach, dass er danach strebte, Kaiser von China zu werden. Das Land wurde bereits seit 1644 von der mandschurischen Qing-Dynastie regiert. Seit 1796 war Kaiser Jiaqing an der Macht. Zhèng Yīsǎo hatte nach dem Tod ihres ersten Mannes, des Piratenfürsten Cheng I, ihren Adoptivsohn Zhāng Bǎozǎi zu einem der führenden Kapitäne ihrer Flotte sowie ihrem Liebhaber gemacht und mit ihm gemeinsam eine Armada von 700 Schiffen aufgebaut, zumeist Dschunken, Lorchas und kleinere Schiffe. Aufgrund ihrer Flaggen wurde sie die Rote Flotte genannt. Lange hatten sie die Schifffahrt um Macau verschont, vermutlich, um einen Konflikt mit den Portugiesen zu vermeiden. Als aber die Fregatte Ulisses nach Indien abkommandiert wurde, begann Zhāng Bǎozǎi, auch Handelsschiffe aus Macau zu überfallen.
Im September 1808 drängten zudem die Briten darauf, in Macau eine Garnison zu errichten. Begründet wurde dies mit dem Schutz der portugiesischen Kolonie vor möglichen französischen Angriffen infolge der Napoleonischen Kriege. Andere sahen darin den Versuch der britischen Aneignung, da Portugal von den Franzosen überrannt war und João VI. sich mit dem Königshof nach Brasilien abgesetzt hatte. Erst 1815 sollte Portugal wieder die völlige Kontrolle über seine Kolonien zurückerhalten.
Am 26. Dezember 1808 übernahm Lucas José de Alvarenga das Amt des portugiesischen Gouverneurs von Macau. Zur Beseitigung der Bedrohung des Wohlstands der Stadt durch die Piraten beauftragte Alvarenga den Vizegouverneur und Ombudsmann Miguel José de Arriaga Brum da Silveira mit dem Aufbau eines neuen Geschwaders. Die Brigg Princesa Carlota mit nun 16 Geschützen wurde wieder das Flaggschiff. Geschwaderchef wurde der bewährte Artilleriehauptmann José Pinto Alcoforado de Azevedo e Sousa. Auch die Lorcha Leão unter Navigator José Gonçalves Carocha kam wieder zum Einsatz. Dazu kam die Brigg Belisário mit 18 Geschützen und 120 Mann Besatzung unter Befehl von Fähnrich (Alferes) José Félix dos Remédios. Der Kommandant der im Hafen von Macau ankernden britischen Fregatte Mercury sicherte zwar eine Zusammenarbeit zu, blieb aber dann vor Anker, als die portugiesischen Schiffe am 15. September 1809 ausliefen. Noch am Morgen desselben Tages traf man auf 200 Schiffe der Piratenflotte von Zhāng Bǎozǎi. In der Schlacht bis zum Sonnenuntergang versuchten die Piraten immer wieder auf Enterreichweite an die portugiesischen Schiffe heranzukommen, während diese mit Kanonen und Gewehren auf den Schwarm von Dschunken und Lorchas feuerten. Mit vielen schwer beschädigten Schiffen zogen sich die Piraten schließlich zurück.
Dieser Sieg des portugiesischen „Davids gegen Goliath“ schadete dem Ruf der gefürchteten Roten Flotte. Die kaiserliche chinesische Regierung schickte Gesandte nach Macau, um ein gemeinsames Vorgehen gegen den Piraten vorzuschlagen. Am 23. November 1809 wurde eine Vereinbarung unterzeichnet, in der sich die Portugiesen zur Aufstellung von sechs Schiffen verpflichteten. China wollte 60 Schiffe bereitstellen. Arriaga rüstete daraufhin in nur fünf Tagen vier weitere Handelsschiffe zu Kriegsschiffen um: Die Fregatte Inconquistável mit 26 Geschützen und 160 Mann, die Azevedo e Sousa nun als sein Flaggschiff wählte, die Brigantine Indiana mit 24 Geschützen und 120 Mann unter Fähnrich Anacieto José da Silva, die Brigg Conceição mit 18 Kanonen und 130 Mann Besatzung unter Navigator Luís Carlos de Miranda und die Brigg São Miguel mit 16 Geschützen und 100 Mann Besatzung unter Navigator Constantino José Lopes. Die Belisário wurde wieder von Remédios kommandiert. Die Leão hatte wahrscheinlich im vorherigen Gefecht zu große Schäden erlitten und wurde deswegen nicht eingesetzt. Ihr Kommandant Gonçalves Carocha, der sich im Kampf besonders hervorgetan hatte, erhielt nun das Kommando über die Princesa Carlota. Nur die Princesa Carlota war Eigentum der Stadt, die anderen Schiffe wurden gemietet. Die Kosten von 12.000 Patacas überstiegen die finanziellen Möglichkeiten des Senats und Arriaga musste bei den örtlichen Kaufleuten persönliche Kredite aufnehmen, um seine Aufgabe erfüllen zu können. Nur hundert Mann der Flotte waren Portugiesen und andere Europäer. Den Großteil der Mannschaften stellten Asiaten. Munition lieferte zum großen Teil die Britische Ostindien-Kompanie.

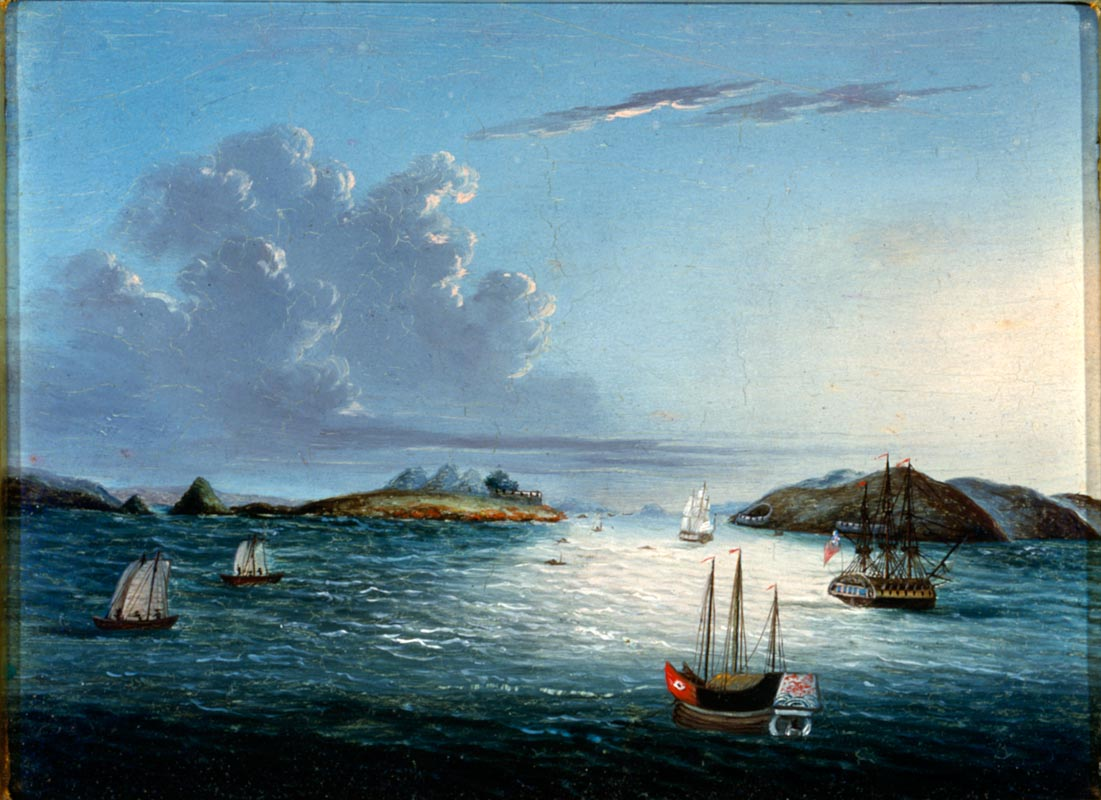
Der „Boca do Tigre“ (1810)

Am 29. November 1809 nahm die Flotte Kurs auf den Boca do Tigre, wie die Stelle, an der sich der Perlfluss zur Bucht Zhujiang Kou ausdehnt, auf Portugiesisch genannt wurde, um sich dort mit der kaiserlichen Flotte zu treffen. Doch nur wenige Stunden nach der Abfahrt wurden die Portugiesen von der Piratenflotte abgefangen und es kam zu einer neunstündigen Seeschlacht. Mehrere Dschunken wurden durch die portugiesischen Kanonen versenkt, andere schwer beschädigt, woraufhin sich die Piraten schließlich zurückzogen. Nahe Macaus kam es am 11. Dezember zu einem weiteren Gefecht. Hier wurden 15 Piratenschiffe versenkt und die Seeräuber ergriffen erneut die Flucht. Weil die chinesische kaiserliche Flotte die ganze Zeit nicht erschienen war, kehrten die Portugiesen schließlich nach Macau zurück. Über einen Boten bot Zhāng Bǎozǎi an, in Zukunft portugiesische Schiffe zu verschonen. Azevedo e Sousa wies dies zurück und forderte Zhāng Bǎozǎi auf, er möge das Angebot des Kaisers zur Amnestie annehmen. Der Pirat lehnte am 18. Dezember das Angebot ab, anders als Guo Podai, der Führer der verbündeten Schwarzen Flotte, der sich im Januar 1810 dem Kaiser unterwarf. Zhāng Bǎozǎi bot Portugal sogar an, wenn man ihn mit vier Schiffen unterstützen würde, die mandschurische Dynastie zu stürzen, könnten sich die Portugiesen zwei oder drei Provinzen Chinas auswählen. Portugal lehnte das Angebot ab, das im Erfolgsfall die Weltgeschichte geändert hätte.
Anfang Januar 1810 lief das portugiesische Geschwader ein weiteres Mal aus und lieferte sich am 3. und 4. Januar vor Lantau Island zwei weitere Gefechte mit der Flotte von Zhāng Bǎozǎi. Wieder konnten die Portugiesen mit ihrer Feuerkraft die Piraten auf Distanz halten, sodass die Seeräuber die portugiesischen Schiffe nicht direkt angreifen konnten. Am 21. Januar führte Zhāng Bǎozǎi eine Flotte mit 300 Schiffen, 1500 Kanonen und 20.000 Mann, um die Entscheidung herbeizuführen. Die portugiesischen Schiffe manövrierten aber die Piraten aus, sodass die Europäer in Luv zu den Freibeutern standen. Von hier aus unerreichbar gaben sie im Dauerfeuer Schüsse aus ihren Kanonen und Musketen ab. Im Verlauf des Gefechts lief aber die Conceição auf Grund auf und drohte, geentert zu werden. Gonçalves Carocha kam ihr daraufhin mit der Princesa Carlota zu Hilfe. Es gelang ihr, die Conceição wieder flott zu machen. Azevedo e Sousa fiel dann auf, dass in der Mitte der Piratenflotte auf einer großen Dschunke eine Pagode errichtet war. In der Annahme, sie sei ein religiöses Symbol der Piraten, ließ der portugiesische Flottenkommandant das Artilleriefeuer seines Schiffes auf die Pagode konzentrieren. Tatsächlich stellte sie das Orakel und den Tempel von Zhāng Bǎozǎi dar, bestückt mit Götterstatuen. Nach mehreren Treffern brach die Pagode auseinander und die Dschunke sank. Die verbliebenen Piratenschiffe brachen den Kampf daraufhin ab und flohen in den Hiang-San-Fluss (Heang Shan), wohin ihnen die portugiesischen Schiffe aufgrund ihres Tiefgangs nicht folgen konnten. Diese ankerten an der Mündung und blockierten die Ausfahrt.

## Friedensschluss

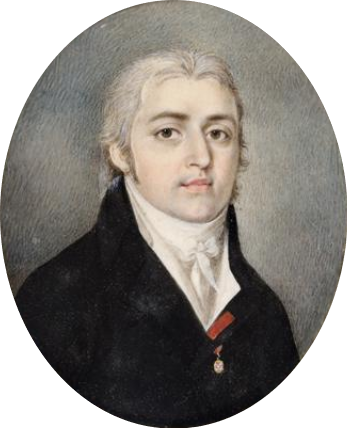
Miguel José de Arriaga Brum da Silveira

Nach etwa zwei Wochen schickte Zhāng Bǎozǎi einen Boten und erklärte sich bereit, mit einem Abgesandten zu verhandeln. Azevedo e Sousa entschloss sich, selbst zu gehen, und setzte alleine in einem Boot zum Flaggschiff der Piraten über. Der Wagemut beeindruckte Zhāng Bǎozǎi. Dieser gestand dem Portugiesen ein, dass er eigentlich vorgehabt habe, die Verhandlungen für einen Ausbruch zu nutzen. Nun habe er aber seine Meinung geändert und sei nun zu echten Friedensverhandlungen, auch mit dem chinesischen Kaiser, bereit. Dazu bat er um Vermittlung durch den portugiesischen Vizegouverneur Arriaga, der unter den Chinesen großes Ansehen genoss. Arriaga und der Abgesandte des Kaisers, Bai Ling, verhandelten schließlich am 21. Februar 1810 mit Zhèng Yīsǎo und Zhāng Bǎozǎi, waren jedoch nicht in der Lage, die Verhandlungen komplett erfolgreich abzuschließen, da die Qing nicht bereit waren, die Forderungen der Piraten zu erfüllen. Einigkeit bestand darin, die Autorität des Kaisers vorbehaltlos anzuerkennen, doch die Menge der von Zhāng Bǎozǎi weiterhin zu kommandierenden Schiffe stand in Frage. Vertraglich wurde also die Anerkennung der Autorität des Kaisers durch Zhèng Yīsǎo und Zhāng Bǎozǎi vereinbart. Im Gegenzug wurde Zhāng Bǎozǎi auf Vorschlag von Arriaga zum Großadmiral ernannt, ausgestattet mit zahlreichen Privilegien. Am 12. April traf Zhāng Bǎozǎi am vereinbarten Ort der Übergabe seiner Flotte ein. Am 15. April wurden die Verträge unterzeichnet, und am 17. April begab sich Zhèng Yīsǎo allein zu finalen Verhandlungen mit Bai Ling nach Guangzhou, wo sie die Forderungen der Roten Flotte schließlich weitestgehend durchsetzen konnte. In der Folge kam es am 20. April zur Übergabe der Flotte. Sie bestand noch immer aus 360 Schiffen, 16.000 Männern und 5.000 Frauen, 1.200 Geschützen und 7.000 Handfeuerwaffen und Schwertern. Zusammen mit den Piraten, die sich weiter östlich ergaben und jenen, die lieber die Flucht ergriffen, nimmt man heutzutage an, dass Zhèng Yīsǎos gesamte Piratenstreitmacht zu diesem Zeitpunkt aus 70.000 Mann mit 1.800 Schiffen und Booten bestand. Von der Amnestie profitierten aber nicht alle: Einigen, die sich in Hiang San ergaben, wurde sie verwehrt. 126 Piraten wurden geköpft, 158 auf Lebenszeit verbannt und 60 für zwei Jahre. Abgesehen von den beim letzten Gefecht erbeuteten Schiffen verzichteten die Portugiesen auf einen Anteil an der Flotte. Sowohl Zhèng Yīsǎo als auch Zhāng Bǎozǎi behielten jedoch alle ihre erbeuteten Reichtümer. Der portugiesische Anteil bestand aus 50 Kanonen, die an João VI. für den Kampf gegen Napoleon nach Rio de Janeiro gesandt wurden. Ein Historiker gibt an, dass es sich dabei um Kanonen handelte, mit denen eigentlich die portugiesischen Schiffe bestückt gewesen waren, und dass ihr Wert nicht einmal die Frachtkosten für den Versand abdeckte. Nach dem Vertrag mit dem Kaiserreich hätte die Hälfte der Beute den Portugiesen zugestanden. Warum Arriaga darauf verzichtete, ist nicht bekannt. Doch selbst die Hälfte der Beute hätte nur zum Teil ausgereicht, um die Schulden Macaus zu tilgen, die für die Piratenbekämpfung aufgenommen worden waren. Seit 1801 hatte die Kolonie dafür 370.000 Patacas aufgebracht. Von den vereinbarten 80.000 Tael, die das Kaiserreich als Beteiligung an dem Unternehmen zugesagt hatte, waren nur 55.000 Tael gezahlt worden. Den Rest blieb China den Portugiesen in Macau schuldig. Die 480.000 Tael, die sich Macau von seinen Händlern geliehen hatte, wurden nie zurückgezahlt.
Später besuchte Zhāng Bǎozǎi mit einer Flotte von 60 festlich geschmückten Dschunken Macau, wo er mit vollen Ehren vom Senat begrüßt wurde. Sein Verwandtschaftsverhältnis zu Zhèng Yīsǎo, die seine Adoptivmutter war, wurde vom Gouverneur formell aufgelöst und die beiden heirateten. Zhèng Yīsǎo betrieb anschließend eine Spielhölle in Kanton und beteiligte sich am Opiumschmuggel und Salzhandel.
Nach Miguel José de Arriaga Brum da Silveira wurde später eine Straße in Macau benannt. Denkmäler an die Schlacht gibt es nicht.